# Xeremia
La Xeremia (pronuncia catalana: [ʃəɾəˈmi.ə], plurale xeremies) è un tipo di cornamusa dell'isola di Maiorca.
Consiste di una sacca di pelle (o di materiali sintetici) conosciuta come sac o sarrò che trattiene l'aria, un cannello (bufador), un chanter e tre bordoni.
Il primo bordone, detto roncò, suona una nota tonica, gli altri sono da ornamento.
Viene suonata durante i festival.